# Bołgrad
Bołgrad (ukr. Болград, Bołhrad) – miasto na Ukrainie, w obwodzie odeskim, siedziba administracyjna rejonu bołgradzkiego.
Bołgrad leży na północno-wschodnim brzegu jeziora Jałpuh.

## Historia
Bołgrad został założony w 1821 przez bułgarskich osadników i przynależał do Imperium Rosyjskiego. Następnie w latach 1856–1878 znajdował się w granicach Księstwa Mołdawskiego, a następnie Rumunii. Ponownie włączony został w granice Rosji. W przedziale chronologicznym 1918–1940 i 1941–1944 w Rumunii, następnie w ZSRR, a obecnie na terytorium Ukrainy, tuż przy granicy z Mołdawią. W mieście istnieje gimnazjum, którego 150-lecie istnienia obchodzono uroczyście w październiku 2008 roku. Bołgrad jest niepisaną stolicą Bułgarów besarabskich, największej bułgarskiej diaspory. W centrum znajdują się dwie świątynie prawosławne (sobór oraz cerkiew), a także kościół protestancki. Na cmentarzu zlokalizowanym na obrzeżach miasta wznosi się majestatycznie mauzoleum Iwana Inzowa, byłego gubernatora kolonistów zadunajskich.
Okolice Bołgradu są zamieszkane głównie przez Bułgarów (61%), a także Gagauzów (miejscowości Aleksandrowka, Dymitrowka, Winogradowka oraz Kubej) oraz przedstawicieli innych narodowości.